# Еколог (табір)
Еко́лог — полтавський обласний оздоровчий табір для обдарованих та соціально незахищених категорій дітей. Розташований в селі Міські Млини, біля річки Ворскли на території проектованого заказника місцевого значення «Опішнянський». Тому діти мають змогу вивчати різноманітність флори і фауни даної місцевості.

## Історія
У 1973 році була відкрита Міськомлинянська загальноосвітня школа. У 2003 році Опішнянською селищною радою через демографічну ситуацію прийняте рішення про закриття школи. Того ж року Полтавська обласна рада
передала територію школи для реконструкцію під дитячий оздоровчий заклад.
11 червня 2005 року  відбулося відкриття обласного дитячо-юнацького оздоровчого табору «Еколог».

## Особливості оздоровлення
Основні верстви дітей — переможці та призери Всеукраїнських, обласних та районних конкурсів, переможці МАН природничого напрямку, діти-сироти та діти, що залишилися без батьківського піклування. 
У закладі відпочинок дітей поєднується з їх екологічним вихованням, вихованням екологічної свідомості та науково-дослідницькою роботою у галузі природничих дисциплін. 
На території табору розміщені спортмайданчики обладнанні сучасними тренажерами. Також є волейбольні та баскетбольні майданчики із спеціальним покриттям. 
Відпочинок проходить за чотирма змінами. Табірна зміна триває 21 день. 
В літній сезон «Еколог» приймає близько 530 відпочивальників, взимку — близько 100–120 дітей.  З 2005 по 2012 рік у таборі оздоровили понад 4000 дітей.